# Gustave Chaix d'Est-Ange
Gustave Chaix d'Est-Ange (23 avril 1863 à Paris 8e - 18 mai 1923 à Paris 16e) est un généalogiste français, également propriétaire de deux grands crus de Margaux (AOC) : le château Lascombes et le château Marquis d'Alesme Becker.

## Biographie

Armoiries de la famille.

Gustave Chaix d'Est-Ange naît le 23 avril 1863 à Paris 8e. Il est le fils de Gustave Gaspard Chaix d'Est-Ange (1832-1887), conseiller général du canton de Pellegrue, député de la Gironde, et de Jeanne Cléophile Joséphine Sipière, fille du banquier Théophile Sipière (1809-1870) et de Julie Joséphine Archdeacon (1817-1902). Il a une sœur, la baronne Joseph du Teil.
Gustave Chaix d'Est-Ange épouse, le 14 février 1895 à Lamarque (Gironde), Georgine de Fumel (1873-1963), sans postérité. Il obtient l'annulation de son mariage par les tribunaux ecclésiastiques, ainsi que le divorce. Peu avant sa mort, il adopte le fils d'une cousine de sa mère, Emmanuel, marquis du Bourg de Bozas (1894-1990), époux de la fille cadette d'Honoré d'Albert, duc de Luynes.
À la mort de son père en 1887, Gustave Chaix d'Est-Ange avait repris l'exploitation d'un vignoble acheté par son grand-père en 1867 : le château Lascombes, Margaux (AOC) deuxième grand cru dans la classification officielle des vins de Bordeaux de 1855.
En 1919, il achète un domaine voisin, le château Marquis d'Alesme Becker, Margaux troisième grand cru dans la classification de 1855 avec l'intention de réunir les deux propriétés mais sa mort en 1923 met un terme à ce projet. Son fils adoptif vendra le château Marquis d'Alesme-Becker à une compagnie écossaise de Glasgow, et le château Lascombes passera de main en main à partir de 1952, jusqu'en 2011, lorsqu'il sera racheté pour environ 200 millions d'euros par la Mutuelle d'assurances du corps de santé français (MACSF).

## LeDictionnaire des familles françaises anciennes ou notables
Passionné par l'histoire des familles, Gustave Chaix d'Est-Ange entreprend au début du XXe siècle la publication du Dictionnaire des familles françaises anciennes et notables, à partir de sa bibliothèque personnelle, contenant 6000 volumes conservés alors au Château Lascombes, et de ses recherches à la Bibliothèque Nationale. Rédigé indépendamment des familles étudiées, l'ouvrage s'appuie, outre les recherches personnelles de l'auteur, sur des communications d'érudits correspondants. À raison d'environ un par an, dix-sept volumes sont imprimés de son vivant, à compte d'auteur et à seulement deux-cents exemplaires. Trois autres volumes, rédigés avant sa mort, sont publiés à titre posthume.
- Le Dictionnaire des familles françaises anciennes ou notables à la fin du XIXe siècle [lire en ligne], en 20 volumes, est resté inachevé (il se termine à la famille Gaullier, ce qui représente environ 42 % de la liste alphabétique des patronymes français) ; il a été imprimé par la maison Hérissey[5] à Évreux et publié de 1903 à 1929. Le dernier tome comprend une table des Additions et corrections, ainsi que des noms de terres. L'ouvrage a été réimprimé en 1983 en XI volumes (Paris, Éditions Vendôme), le 11e tome comportant les Additions et corrections.

- t. 1 (« A-ATT »), 1903, 399 p. ;
- t. 2 (« AUB-BAR »), 1904, 427 p. ;
- t. 3 (« BAS-BER »), 1904, 409 p. ;
- t. 4 (« BER-BLO »), 1905, 413 p. ;
- t. 5 (« BLO-BOU »), 1906, 436 p. ;
- t. 6 (« BOU-BRÉ »), 1907, 416 p. ;
- t. 7 (« BRÉ-BUR »), 1908, 428 p. ;
- t. 8 (« BUS-CAS »), 1909, 417 p. ;
- t. 9 (« CAS-CHA »), 1910, 448 p. ;
- t. 10 (« CHA-CHU »), 1911, 454 p. ;
- t. 11 (« CIB-COR »), 1912, 493 p. ;
- t. 12 (« COS-CUN »), 1913, 478 p. ;
- t. 13 (« CUN-DES »), 1914, 480 p. ;
- t. 14 (« DES-DUG »), 1915, 477 p. ;
- t. 15 (« DUH-DYÉ »), 1917, 485 p. ;
- t. 16 (« EAS-EYS »), 1918, 480 p. ;
- t. 17 (« FAB-FEI »), 1921, 490 p. ;
- t. 18 (« FEL-FOR »), 1922, 535 p. ;
- t. 19 (« FOR-FYO »), 1927, 423 p. ;
- t. 20 (« GAA-GAU »), 1929, 388 p..

## Armoiries
Gustave Chaix d'Est-Ange porta les armes suivantes : de gueules à un lion d’or couronné, armé et lampassé du même.
Il s’agit des armes figurant dans la notice qu'il consacra à sa propre famille dans son Dictionnaire des familles françaises anciennes ou notables à la fin du XIXe siècle. Elles sont celles de la famille Chaix originaire de Sisteron citée plus haut dont les membres furent seigneurs de la Penne au XVIe siècle. Il se considérait apparenté à cette famille ce qui est possible mais non prouvé.

## Hommage
L'Académie des sciences morales et politiques décerne chaque année un « prix Gustave Chaix d'Est-Ange » à un ouvrage d'histoire dont la méthodologie s'apparente à celle de l'École nationale des chartes.